# 保良局專業教育書院
保良局專業教育書院（英語：Po Leung Kuk Academy of Professional Education）是香港的一所私立學校，由保良局於2020年3月開辦，主要提供幼兒教育文憑課程。

## 開辦背景
保良局於2018年在香港經營達24所幼稚園，對幼兒教師有一定需求，為了能夠培訓自己的教師，保良局曾於2018年與一直收生不足的明德學院接洽，希望透過入主明德學院，在該學院開辦幼兒教育學位課程，為旗下的幼稚園培訓「自己教師」，並計劃進一步開設醫護相關的課程。
然而明德學院從未開辦幼教課程，故此須要先開辦幼兒教育高級文憑，待有第一屆畢業生後，才可申請開辦幼兒教育學士學位課程，前後要通過兩次審批，預料最少需花3至4年時間方可開辦幼教學位課程。但因為越來越多香港專上院校也在開辦幼教課程，幼教學位的收生競爭將會越來越激烈，明德學院要在數年後才可開辦幼兒教育學士學位課程，在競爭上恐會落於劣勢，尋求合作及注資的計劃因而告吹。
保良局亦因此在2019年自行開設專業訓練學校，並於取得學校註冊後，在2020年3月成立「保良局專業教育書院」，校名出自保良局己亥年（2019-20 ）董事會主席馬清楠。校方正向教育局申請，借用保良局轄下的六所中學作為上課的校舍，位置遍及港九新界。